# 张歆
张歆（?—?），字敬让，河内郡修武縣（今河南省武陟县西南）人，东汉政治人物。
张歆官至大司农。建和三年（149年）十月，太尉赵戒免职，汉桓帝以袁汤为太尉，张歆继承袁汤为司徒。元嘉元年（151年）夏，京师洛阳大旱，任城、梁国大饥，人相食，许栩因此免职，吴雄继任。有子张延。